# Dibru-Saikhowa-Nationalpark

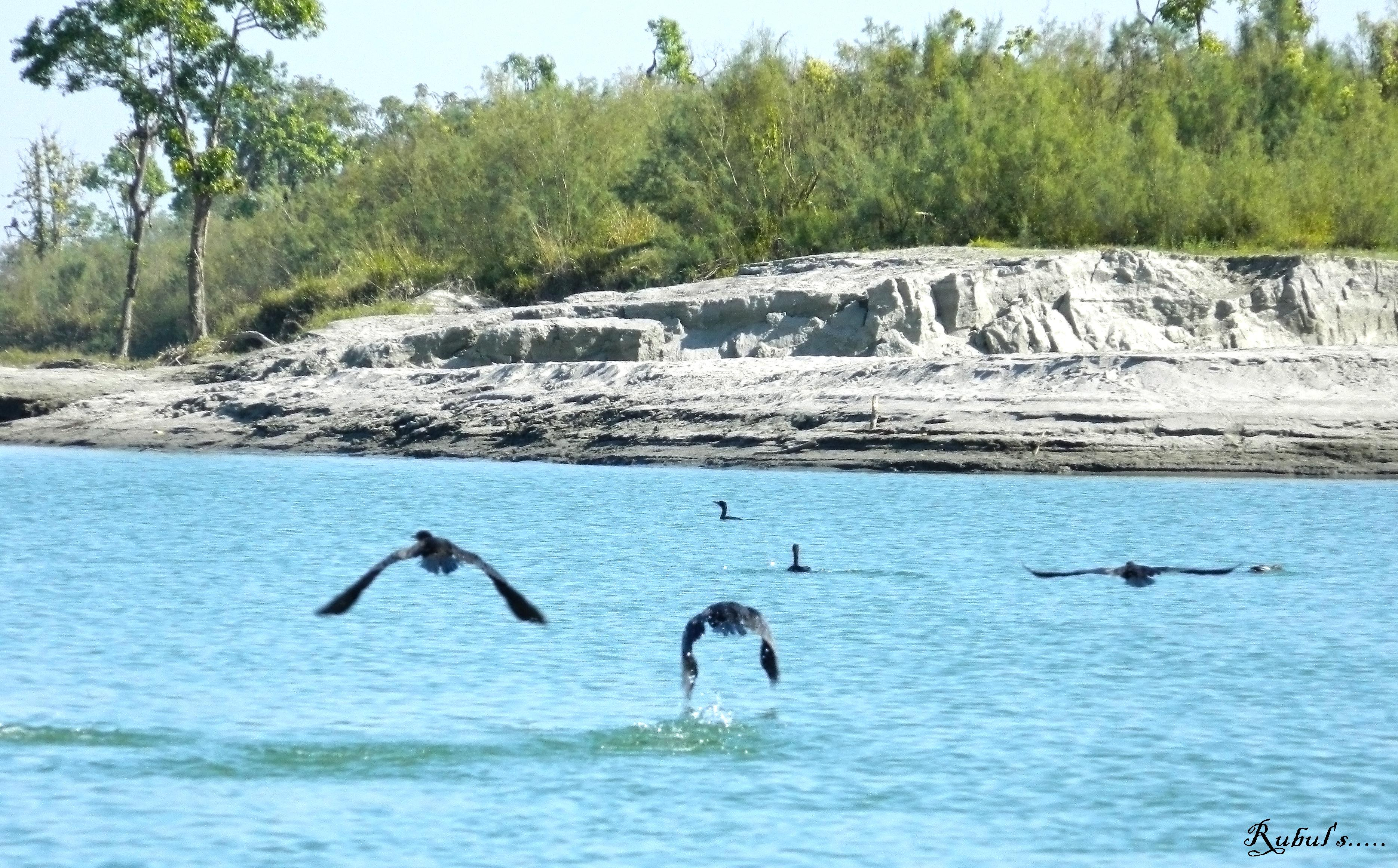
Dibru-Saikhowa

Der Dibru-Saikhowa-Nationalpark ist ein Nationalpark im Nordosten Indiens. Der Park liegt im Bundesstaat Assam und erstreckt sich am Ufer des Brahmaputra über eine Fläche von etwa 765 Quadratkilometern. Er ist Heimat von bedrohten Großsäugern, wie Elefanten, Wasserbüffeln und Tigern sowie zahlreichen Vogelarten.

## Gründung
Das Dibru-Gebiet wurde bereits 1890 als Waldreservat ausgewiesen, im Jahr 1929 wurde Saikhowa angeschlossen und das Gebiet 1986 zum Dibru-Saikhowa-Wildreservat erklärt. Im Jahr 1997 wurde es zum Biosphärenreservat erhoben, seit 1999 ist Dibru-Saikhowa ein Nationalpark. Der Nationalpark umfasst eine Fläche von 765 Quadratkilometern, von denen 340 als Kernzone ausgewiesen sind.

## Beschreibung
Der Nationalpark liegt am Südufer des Brahmaputra und besteht aus Schwemmebenen, die von tropischen Wäldern, Sumpf- und Grasgebieten beherrscht werden. Insgesamt kommen 680 Pflanzenarten im Nationalpark vor. Die zahlreichen Wasserarme bilden ein vielfältiges Mosaik aus Lebensräumen. Im Einflussbereich des Nationalparks leben etwa 30.000 Menschen, die mit ihren zahlreichen Viehherden immer wieder in Konflikte mit den Naturschutzgedanken des Nationalparks geraten. Etwa 10.000 sind direkt von den natürlichen Ressourcen des Reservats abhängig.

## Fauna
Dibru-Saikhowa ist die Heimat von 35 Säugetierarten, 502 Vogelarten, 43 Reptilienarten und 104 Fischarten. Darüber hinaus kommen 105 verschiedene Arten von Schmetterlingen vor. Darunter sind zahlreiche bedrohte Arten.
Das Schutzgebiet beherbergt eine der wichtigsten Populationen des Asiatischen Elefanten im Nordosten Indiens. Im Jahr 2002 wurden über 300 Elefanten im Nationalpark gezählt. Die Zählung im Jahr 2008 ergab lediglich 160 Elefanten, dürfte aber zu niedrig liegen, da vermutlich etliche wandernde Tiere nicht erfasst wurden. Der Nationalpark ist eines der wenigen Schutzgebiete weltweit, in dem Wilde Wasserbüffel vorkommen. Im Park leben über 400 der gewaltigen Wildrinder. Das größte Raubtier des Reservats ist der Bengaltiger. Schätzungen zufolge, die auf den Zählungen von Spuren basieren, leben etwa 30 Tiger in Dibru-Saikhowa. Mit Leopard und Nebelparder kommen zwei weitere Raubkatzen vor. Darüber hinaus zählt der Lippenbär zur Fauna des Gebietes. Als Besonderheit kommen verwilderte Pferde vor, die vermutlich im Zweiten Weltkrieg entkamen und nun wild im Park leben. Im Jahr 2008 wurden 48 Pferde gezählt. Weitere größere Pflanzenfresser sind Indische Muntjakhirsche, Schweinshirsche, Sambarhirsche und Wildschweine. Kleinere Raubtiere sind durch Goldschakal, Eurasischer Fischotter, Kleine Indische Zibetkatze, Kleinen Mungo, Indischen Mungo, Rohrkatze und Bengalkatze vertreten. Sechs Primatenarten bevölkern das Reservat. Diese sind Hoolock-Gibbon, Kappenlangur, Rhesusaffe, Assam-Makak, Nördlicher Schweinsaffe und Plumplori. Auch das Chinesische Schuppentier zählt zu den Parkbewohnern.
Der Reichtum an Vogelarten ist enorm. Etwa 25 % aller in Indien vorkommenden Vogelarten wurden im Nationalpark nachgewiesen. Für verschiedene seltene Arten wie Weißflügelente, Barttrappe und Bengalgeier ist der Nationalpark eines der letzten Refugien.
Koordinaten: 27° 38′ 59,4″ N, 95° 20′ 25,1″ O